# Bernasconi
Bernasconi ist die Hauptstadt des Departamento Hucal in der Provinz La Pampa im Nordosten Argentiniens. Man erreicht den Ort über die Ruta Nacional 35.

## Geschichte
Der Ort wurde am 16. März 1888 durch Alfonso Bernasconi gegründet.

## Feste
- Fiesta del Piquillín (März).
- Fiesta de los Alemanes (Oktober). Das Oktoberfest, organisiert durch die Nachfahren deutscher Einwanderer.